# Love (telewizja)
Love – polskojęzyczny kanał telewizyjny o tematyce ślubnej działający w 2014 roku. Na antenie stacji prezentowane były programy poświęcone ślubom i relacjom partnerskim. Nadawcą kanału była spółka Creamdove Limited.

## Historia
19 lutego 2007 została uruchomiona polska wersja brytyjskiego kanału Wedding TV, którego nadawcą była spółka Creamdove Limited. 31 stycznia 2013 roku doszło do zmiany nadawanej dotąd wersji kanału Wedding TV. Na nowej pozycji satelitarnej pojawiła się odrębna stacja Wedding TV w nowej odsłonie i z nowym logo. Przez kilka godzin nadawane były dwie wersje stacji jednocześnie.
20 maja 2013 polska wersja została zastąpiona stacją Telewizja Love, a jego nadawcą została spółka 1 Plus 1 Equals 10 Ltd. Niespodziewanie 20 listopada 2013 r. satelitarna platforma Cyfrowy Polsat zakończyła emisję sygnału Telewizji Love, co skutkowało wyłączeniem przekazu stacji dla wszystkich jej abonentów. 6 grudnia 2013 stacja ponownie pojawiła się w ofertach pierwszych operatorów kablowych.
Jednak 2 kwietnia 2014 roku były nadawca kanału Wedding TV, spółka Creamdove Limited, wznowiła emisję sygnału stacji pod identyczną nazwą Love oraz z niemal identycznym logo. Stacja została oskarżona o łamanie praw autorskich.
W kwietniu 2014 roku wybuchł publiczny spór pomiędzy nadawcami o prawa do emisji oryginalnej wersji kanału Love w Polsce. Brytyjski regulator medialny Ofcom wydał dwie licencje na nadawanie stacji pod tą nazwą w Polsce:
- właścicielem licencji na kanał LOVE (poprzednio Wedding TV) jest firma Creamdove Limited
- właścicielem licencji na kanał LOVE (Poland) jest firma 1 Plus 1 Equals 10 Ltd.

Sprawa została skierowana do prokuratury i Ofcomu, który w październiku 2014 r. uchylił licencję na nadawanie kopii kanału spółce Creamdove Limited. Ostatecznie stacja została wyłączona z oferty Cyfrowego Polsatu, jedynego operatora, u którego była dostępna, w dniu 6 listopada 2014, gdyż nie mogła nadawać legalnie.
Po raz pierwszy w historii polskiej telewizji od 2 kwietnia 2014 do 6 listopada 2014 roku na polskim rynku nadawane były dwa kanały pod tą samą nazwą z podobną identyfikacją logo oraz z podobnymi ramówkami. Kanał Love nadawany był jedynie w Cyfrowym Polsacie, natomiast oryginalny przekaz Telewizji Love (Poland) transmitowany jest nadal sieciach kablowych i IPTV m.in. w UPC Polska, Sat Film i Echostar Studio.